# Behind Silence and Solitude

Portada de Behind Silence and the Solitude

Behind Silence and Solitude (en español: Detrás del silencio y la soledad) es el primer álbum de estudio de la banda estadounidense de metalcore All That Remains, publicado el 26 de marzo de 2002. Este es el único álbum de All That Remains con el guitarrista Chris Bartlett y el bajista Dan Egan. Una versión remasterizada del álbum, con un nuevo diseño, fue lanzada el 9 de octubre de 2007. La carátula fue diseñada por el bajista de Killswitch Engage, Mike D'Antonio. Siendo el álbum debut de la banda, es el único que no cuenta con ningún sencillo o video musical..

## Estilo Musical
Este álbum contiene elementos del death metal melódico, incluyendo riffs de guitarra doble armonizados, y progresión de la melodía. Además, el álbum contiene la canción de estudio más larga de la banda, ''Home to Me'', que tiene una duración de 6 minutos y 47 segundos.

## Lista de canciones
| N.º | Título                        | Duración |  |
| 1.  | «Behind Silence and Solitude» | 4:19     |  |
| 2.  | «From These Wounds»           | 4:35     |  |
| 3.  | «Follow»                      | 4:02     |  |
| 4.  | «Clarity»                     | 5:37     |  |
| 5.  | «Erase»                       | 6:14     |  |
| 6.  | «Shading»                     | 3:53     |  |
| 7.  | «Home to Me»                  | 6:47     |  |
| 8.  | «One Belief»                  | 4:30     |  |

## Demo de 1999
La banda lanzó un demo de tres canciones en 1999, con canciones que finalmente terminarían en el álbum. 
1. "Follow" - 5:04
2. "Shading" - 3:53
3. "Erase" - 6:19

## Personal
- Philip Labonte – voz
- Chris Bartlett – guitarra
- Oli Herbert – guitarra
- Dan Egan – bajo
- Michael Bartlett – batería